# Eustathios ze Soluně
Eustathios Soluňský, zvaný též Eustathios z Konstantinopole (řecky: Εὐστάθιος Θεσσαλονίκης; asi 1115 – asi 1195) byl byzantský učenec a soluňský arcibiskup (od 1178 až do své smrti). Je světcem pravoslavné církve (kanonizován 10. června 1988, jeho svátek je 20. září). Před svým jmenováním arcibiskupem byl mnichem v klášteře svatého Flora v Konstantinopoli, jáhnem v konstantinopolské bazilice Hagia Sofia a ministrem petic na císařském dvoře. Byl vychován v klášterní škole svaté Eufemie v Konstantinopoli. Nejvíce se proslavil svým popisem vyplenění Soluně Normany v roce 1185 ve spise De Thessalonica urbe a Normannis capta (během bojů též vyjednával s útočníky) a svými komentáři k Homérovi, které zachycují mnoho jinak ztracených citací dřívějších autorů. Zprávy o jeho životě a díle jsou zachovány v pohřebních řečech Eutymia Velikého a Michaela Choniata. Niketas Choniates ho chválil jako nejučenějšího muže své doby. Politicky byl Eustathios především stoupencem císaře Manuela I. Byl originálním myslitelem, vychvaloval některé světské hodnoty (například vojenskou zdatnost), odsuzoval otroctví a věřil, že civilizace se evolučně vyvíjí od primitivní k pokročilejší, čímž odmítal vlivnou teorii zlatého věku a postupného úpadku světa. Velkou pozornost věnoval otázkám správné výchovy a vyzýval k uchovávání všech knih.